# Arlington (Kentucky)
Arlington város az USA Kentucky államában. Lakosainak száma 264 fő (2020. április 1.).

## Népesség
A település népességének változása:

| 2010 | 324 |
| 2020 | 264 |